# Éric Salignon
Éric Salignon (Carpentras, 22 juli 1982) is een Frans autocoureur.

## Carrière

### Karting
Salignon begon zijn autosportcarrière in het karting in 1994, waarin hij tot 1999 actief bleef. Hij won hierin tweemaal de Monaco Kart Cup, in de jaren 1995 en 1997.

### Formule Renault 2.0
In 2000 maakte Salignon de overstap naar het formuleracing, waarin hij in zowel de Eurocup Formule Renault 2.0 als de Franse Formule Renault deelnam. Hij eindigde als zestiende in het kampioenschap in zijn thuisland, terwijl hij in het Europese kampioenschap één positie lager eindigde.
In 2001 bleef Salignon in beide kampioenschappen rijden, waarbij hij overstapte naar het team Graff Racing. Hij eindigde als vijfde in de Eurocup met één overwinning op de A1 Ring, ondanks dat hij een aantal races miste omdat zijn focus lag op het Franse kampioenschap. Deze klasse won hij overtuigend met vier overwinningen en 162 punten. Door deze prestatie verdiende hij een plaats in de eerste jaargang van de Renault Driver Development, het opleidingsprogramma van het Formule 1-team van Renault.
In 2002 reed Salignon voor een derde seizoen in beide kampioenschappen. Met vier overwinningen op het Circuit Magny-Cours, Silverstone, de Motorsport Arena Oschersleben en het Autodromo Enzo e Dino Ferrari werd hij kampioen in de Eurocup met 182 punten. In het Franse kampioenschap won hij drie races en eindigde achter Alexandre Prémat als tweede met 111 punten, slechts twee minder dan de kampioen.

### Formule 3
In 2003 maakte Salignon zijn Formule 3-debuut in het Britse Formule 3-kampioenschap bij het team Hitech Racing. Met één podiumplaats op Spa-Francorchamps eindigde hij op de twaalfde plaats in het kampioenschap met 43 punten. Na dit jaar werd hij niet meer opgenomen in het opleidingsprogramma van Renault.
In 2004 stapte Salignon over naar de Formule 3 Euroseries, waarbij hij reed voor het team ASM Formule 3. Hij won drie races op het Autódromo do Estoril, de Adria International Raceway en het Circuit Park Zandvoort voordat hij het team verliet met twee raceweekenden te gaan. Op dat moment lag hij derde in het kampioenschap met 64 punten, maar uiteindelijk zakte hij naar de zesde plaats in de eindstand. Dat jaar nam hij tevens deel aan de Masters of Formula 3 op Zandvoort en eindigde hier achter Alexandre Prémat als tweede.

### Formule Renault 3.5
In 2005 reed Salignon in het eerste seizoen van de Formule Renault 3.5 Series voor het team Cram Competition. Hij behaalde één podiumplaats op het Circuit Ricardo Tormo Valencia en werd tiende in de eindstand met 49 punten, ondanks dat hij het raceweekend op Estoril moest missen.
In 2006 werd Salignon vervangen door Ben Hanley bij Cram, waarop hij vertrok naar het team Interwetten.com. Hij begon het seizoen met een dubbele overwinning op het Circuit Zolder, maar nadat er door een ander team protest werd aangetekend, verloor hij de eerste overwinning. Een maand na de laatste race van het seizoen kreeg hij deze zege alsnog terug. Voorafgaand aan het laatste raceweekend op het Circuit de Catalunya werd hij vervangen door Franck Perera in een poging van het team om het teamkampioenschap veilig te stellen. Salignon eindigde het seizoen op een negende plaats met 48 punten. Sindsdien heeft hij niet meer meegedaan aan grote internationale kampioenschappen.